# Циммеринг, Макс
Макс Циммеринг (нем. Max Zimmering; 16 ноября 1909, Пирна — 15 сентября 1973, Дрезден) — немецкий писатель
, поэт, журналист политический и общественный деятель. Лауреат премии Генриха Манна (1953), Государственной премии ГДР (1968) и Национальной премии ГДР (1969).

## Биография
Сын еврея-часовщика. В молодости вступил в еврейское молодежное движение (Jüdische Jugendbewegung). В 1928 году стал членом профсоюза и Немецкой коммунистической молодежной ассоциации — комсомола Германии (KJVD). Был одним из лидеров агитпропа KJVD в Дрездене. В том же году присоединился к союзу Еврейской рабочей молодежи, Революционной профсоюзной оппозиции (RGO) и МОПРу. С ноября 1929 года — член Компартии Германии. В 1929—1933 годах — член Федерации пролетарско-революционных писателей.
В 1933—1946 годах — в эмиграции. В 1946 году вернулся в Германию. Стал членом СЕПГ, ОСНП и Культурного союза ГДР. В 1949—1953 годах — председатель Союза преследуемых нацистским режимом — Ассоциации антифашистов. В 1952—1952 годах избирался депутатом Саксонского государственного парламента, затем до 1958 года — депутат Дрезденского горсовета.
В 1956—1957 годах — первый секретарь Союза немецких писателей. С 1958 по 1964 год работал директором института литературы им. Йоханнеса Бехера в Лейпциге.
В 1963 году стал кандидатом в ЦК СЕПГ. Почётный гражданин города Пирна.

## Творчество
Дебютировал, как поэт в 1928 году. Использовал псевдонимы Микс, Макс Лорбер.
Автор ряда политических стихов, многие из которых стали народными песнями. Детский писатель (повесть о храбрых мальчишках и девчонках рабочих окраин, вступивших в единоборство со штурмовиками накануне прихода фашистов к власти «Погоня за сапогом», 1932,  о судьбе юноши Манфреда Кюнемана, который, спасаясь от гитлеровского режима, вынужден покинуть родину «Вокруг света поневоле» 1959 и др. ). Ему принадлежат книги воспоминаний о М. Горьком, В. В. Маяковском, К. А. Федине (1969).

## Избранные произведения
- Die Jagd nach dem Stiefel. (1932)
- Buttje Pieter und sein Held. (1951)
- Phosphor und Flieder. Vom Untergang und Wiederaufstieg der Stadt Dresden. (1954)
- Begegnung mit Majakowski. (1955)
- Die unfreiwillige Weltreise. (1956)
- Der gekreuzigte Grischa. (1962)
- Rebellion in der Oberprima. (1962)
- Li und die roten Bergsteiger. (1967)
- Wegstrecken (стихи). (посмертно, 1974)
- Lied von Finsternis und Licht. Gedichte und Nachdichtungen 1928—1973. (посмертно, 1986)